# Ngukurr Airport
Ngukurr Airport är en flygplats i Australien. Den ligger i kommunen Roper Gulf och territoriet Northern Territory, omkring 490 kilometer sydost om territoriets huvudstad Darwin.
Trakten runt Ngukurr Airport är nära nog obefolkad, med mindre än två invånare per kvadratkilometer.. 
Omgivningarna runt Ngukurr Airport är huvudsakligen savann. Genomsnittlig årsnederbörd är 981 millimeter. Den regnigaste månaden är mars, med i genomsnitt 244 mm nederbörd, och den torraste är augusti, med 1 mm nederbörd.